# もぎたて!
『もぎたて!』とは、NHK岡山放送局の総合テレビで放送されている夕方の『NHKニュース』の岡山県ローカルニュース・地域情報番組。
本項目では、関連番組として放送される『もぎたて!645』についても記述する。

## 概要
これまで平日18時台に放送されてきた『ニュースコア6岡山』の後継番組として、2011年4月4日に『岡山ニュースもぎたて!』の番組名で放送開始した。岡山県内のニュース、気象情報、スポーツ情報、特集などを伝える。
2016年度より番組名を『もぎたて!』に改題したほか、番組テーマ曲には岡山にゆかりのあるシンガーソングライター、アンジェラ・アキの楽曲『On&On』が採用された（2017年度まで使用）。番組内のコーナーも名称や内容が大幅にリニューアルされ、番組連動データ放送の双方向機能を用いたクイズコーナーも新設されている。また、2018年度にも再度リニューアルが行われ、気象予報士が出演者に加わった。
2019年度以降は、西日本豪雨関連の特集を重点的に行うなど報道色を強める傾向を打ち出している。
2022年度から土曜・日曜夕方6時の県域放送が4年ぶりに復活し、18:45 - 18:59に同タイトルで放送しているが、5月の大型連休や8月のお盆前後などに制作体制を縮小する時は、2021年度以前に準じて『ニュースちゅうごく645』として広島発中国ブロックでの放送となる。また、時刻表示がこれまでの通常フォントから、カスタムフォントに変更された。
2023年5月22日より、NHKプラスの「ご当地プラス（中国エリア）」において見逃し配信を開始した。
2024年度より、番組ロゴでのタイトル表記を『mogitate!』に変更（新聞番組表やEPGなどでの番組タイトル表記は従来通り『もぎたて!』のまま）すると同時に中国地方のNHKの放送局では松江放送局に次いで2例目の導入となる最新技術を活用したバーチャルスタジオへのリニューアルが行われ、番組テーマ曲には岡山県瀬戸内市出身のシンガーソングライター、さとうもかの楽曲『Peach Perfect』が採用された。
2024年4月6日より、休日版の名称を『もぎたて!645』に改題した。

## 放送時間
- 月曜 - 金曜 18時10分 - 18時59分 （JST）
  - オリンピック期間中の平日は通常放送を休止し、18時45分からの短縮版で放送する。
  - 2011年4月4日から2011年5月27日までは、東日本大震災報道に伴う特別編成のため、20分短縮された18時30分スタートとなっていた。
  - 2018年5月1日・2日、2019年8月13日 - 16日、2020年4月30日、5月1日・7日・8日、8月11日 - 14日、12月28日、2021年4月30日、5月6日・7日、8月10日 - 13日は平日ではあるが休止となり、18時45分までは別番組[注釈 3]、18時45分から代替の県内ニュース・気象情報[注釈 4]をそれぞれ放送した。
  - 2022年5月2日・6日は春の大型連休期間の特集編成のため18:30 - 18:55の間は一時中断となり、中断中は広島発の特集番組が放送された。
  - 2022年8月8日 - 19日の間の平日は夏期特集編成のため通常放送を休止し、18:45まで別番組[注釈 5]を放送した後18:45から休日版のフォーマットによる短縮版を放送した。また、同月11日・13日・14日・20日・21日の休日版は休止となり、代替として広島から『ニュースちゅうごく645』をネット受けした。
  - 2023年8月7日 - 18日の間の平日は夏期特集編成のため、18:45からの短縮放送（18:59終了）で対応。当日は、藤本貫太郎（7日・8日）、松本真季（9日・10日）、塩田慎二（14日・16日・17日・18日）、佐々生佳典（15日）（いずれも勝呂恭佑の代理キャスター）と中島望（気象予報士）が担当。
  - 2023年12月28日は年末編成で岡山からの放送が全面休止されるため、18:45 - 18:59に拠点の広島放送局から『ニュースちゅうごく645』を放送。
  - 2024年1月4日 - 5日は年始編成のため、18:45からの短縮放送（18:59終了）で対応。当日は、塩田慎二（4日・5日）（勝呂恭佑の代理キャスター）と中島望（気象予報士）が担当。

## 出演者
| 期間 | アナウンサー        | アナウンサー        | キャスター                                     | リポーター                 | スポーツ   | 気象予報士 |
| 期間 | 月曜 - 水曜         | 木曜・金曜          | キャスター                                     | リポーター                 | スポーツ   | 気象予報士 |
| ---- | ------------------- | ------------------- | ---------------------------------------------- | -------------------------- | ---------- | ---------- |
| 2011 | 魚住優              | 魚住優              | 柚木恵理子                                     | 濱本梨沙 山上優子 服部由佳 | 向井加那葉 | 不在       |
| 2012 | 三條雅幸            | 三條雅幸            | 佐竹祐紀                                       | 濱本梨沙 山上優子 松本純   | 福田由香   | 不在       |
| 2013 | 三條雅幸            | 三條雅幸            | 佐竹祐紀 山上優子                              | 松本純 新井さやか          | 福田由香   | 不在       |
| 2014 | 三條雅幸            | 三條雅幸            | 松尾和泉 藤井舞                                | 大垣舞 新井さやか          | 不在       | 不在       |
| 2015 | 南波雅俊            | 南波雅俊            | 松尾和泉 藤井舞 大垣舞                         | 不在                       | 不在       | 不在       |
| 2016 | 塩田慎二            | 塩田慎二            | 野下史織 大西遥 高橋尚子                       | 不在                       | 不在       | 不在       |
| 2017 | 塩田慎二            | 塩田慎二            | 森田絵美 高橋尚子 釜本莉奈                     | 不在                       | 不在       | 不在       |
| 2018 | 望月啓太            | 望月啓太            | 森田絵美 高橋尚子 釜本莉奈                     | 不在                       | 不在       | 中島望     |
| 2019 | 望月啓太            | 望月啓太            | 木下愛子 勝川沙友里                            | 不在                       | 不在       | 中島望     |
| 2020 | 望月啓太            | 望月啓太            | 木下愛子 勝川沙友里                            | 平田理奈                   | 不在       | 中島望     |
| 2021 | 勝呂恭佑            | 勝呂恭佑            | 小畠優花 勝川沙友里                            | 平田理奈                   | 不在       | 中島望     |
| 2022 | 勝呂恭佑            | 勝呂恭佑            | 小畠優花 勝川沙友里 平田理奈                   | 不在                       | 不在       | 中島望     |
| 2023 | 勝呂恭佑            | 勝呂恭佑            | 小畠優花 平田理奈 坂田智恵子                   | 不在                       | 不在       | 中島望     |
| 2024 | 佐々生佳典 原田裕和 | 佐々生佳典 原田裕和 | 平田理奈 中尾友香 坂田智恵子                   | 不在                       | 不在       | 中島望     |
| 2025 | 井上あさひ          | 齋藤舜介            | 中尾友香（月曜 - 水曜） 裏山奈央（木曜・金曜） | 坂田智恵子                 | 不在       | 中島望     |

## 主なコーナー
コーナー名は2018年4月時点のもの。
おかスポ!
月曜日に放送されるスポーツコーナー。岡山県内に拠点を置くスポーツチームや、岡山県出身のスポーツ選手の試合結果や練習の経過などを伝える。このうち、サッカーJ2リーグのファジアーノ岡山については、インタビューを通じて選手の素顔に迫るコーナー「もぎファジ」も設けられている。
できたて!
火曜日に放送される料理コーナー。
特集・リポート・もぎとく!
岡山県内を含む中国・四国地方のNHK各局が取材した特集を伝える。このうち、水曜日には「もぎとく!」として、岡山局が取材した特集が放送される。
みみより!
木曜日に放送される。岡山県内で上映される最新の映画作品を紹介する。
金だイチ
金曜日に放送される。「岡山で今一番気になる話題」についてアナウンサー・キャスター陣が徹底的に調べ、識者を交えながらプレゼンを行う。
気象情報
18時30分頃から岡山の予報を、18時52分頃から全国と岡山の予報を伝える。2017年度まで全国の予報は東京発の内容をネットしていたが、2018年度からは岡山から気象予報士が全国の予報を含めて伝える形式に変更された。前半の予報では番組連動データ放送の双方向機能を用いたクイズコーナー「お天気一口メモ」が2016年度に設けられた。
撮りたて!
視聴者が撮影・投稿した写真や映像を紹介する。
季節の映像
コーナーの合間に放送される。中国地方のNHK各局が撮影した季節の風景を流す。

### 過去
まるトク情報
市場の特産品から、健康に関する知識、イチ押しの映画や書籍など、「その日役立つ、明日から使える」情報を紹介していく。
安全・安心キャンペーン
防災面や衛生面など、身近にある様々な危険への対策などついて伝える。
塩田ンち!
水曜日に放送。茶の間をイメージしたスタジオセットにて、2016年度・2017年度にキャスターを担当した塩田とゲストが対談するコーナー。なお、このセットは「撮りたて!」など、他のコーナーでも使用される。

## キャッチコピー
2024年度より設定された。
- 2024年度「もっとぎゅっと！あなたの岡山」

## 備考
- 当初は2011年3月28日に放送開始する予定であったが、東日本大震災関連の報道のため、1週間先延ばしとなった4月4日に放送開始した[11]。なお、4月4日の初回放送は開始直前に緊急地震速報が発表され、警告テロップが表示された状態での放送開始となった。
- 当番組の開始に合わせて、平日昼前の岡山県ローカルの地域情報番組『ひるまえもぎたて!』も開始し、2014年3月まで放送された。
- 瀬戸大橋開通30周年の節目を迎えた2018年4月10日放送分は、対岸の高松放送局のニュース・地域情報番組『ゆう6かがわ』との合同特番『もぎたて! ゆう6かがわ 瀬戸大橋30周年SP』が岡山・高松両局で同時放送された[12]。香川県坂出市の瀬戸中央道与島PAから生中継が行われ、当番組キャスターの望月と『ゆう6かがわ』キャスターの大河内惇（NHKアナウンサー）が共に進行を務めた。なお、各県のローカルニュース・天気はそれぞれの局単独で放送された。
- 2018年度からは、岡山県内向けのラジオ第1放送で、姉妹番組として「ラジオdeもぎたて!」が火曜日の夕方に放送を開始した。当初は月1回程度の放送を想定していたが、西日本豪雨災害を機に週1回の放送となっている[13]。なお、大相撲中継時はお休みとなっている。2019年度からは、水曜日の夕方に放送枠を移動した。
- 2021年2月2日・3日はNHK岡山放送局開局90周年記念特番の扱いで『もぎたて!生中継スペシャル』と題し、2日は高梁市、3日は瀬戸内市からほぼ全編に渡って生中継で地域の魅力を伝えた。なお、当日の県内ニュース・気象情報は番組終盤で岡山放送局内の通常のスタジオセットから放送し、ニュースは姫野美南アナウンサー、気象情報は通常通り中島が担当した。

## もぎたて!645
2022年度から土曜・日曜・祝日の18:45 - 18:59（JST）に放送されている本番組の週末版。
- 2024年3月31日までは、土曜・日曜・祝日でも『もぎたて!』の番組名として放送されていたが、2024年4月6日からは『もぎたて!645』に改題した[8]。
  - 大型連休終盤の土・日曜日や年末年始は休止となり、18時45分 - 18時59分（年末年始は18時50分 - 19時00分）にNHK広島放送局から『ニュースちゅうごく645』（年末年始は『NHKニュース』[注釈 18]に改題）が放送される。